# Papsukkal
Papsukkal est un dieu mésopotamien, de rang secondaire. Il est un ministre des grands dieux, assimilé à Ninshubur, le ministre d'Anu.

## Mythologie
Papsukkal est associé à la constellation d'Orion. Son symbole est un oiseau en train de marcher. Papsukkal a par ailleurs une fonction de protecteur, et il est souvent représenté sur des amulettes.
Dans l'histoire de la descente d'Ishtar aux Enfers, une version veut que Papsukkal, déplorant la perte de libido des hommes sur terre depuis la descente aux enfers d'Ishtar, déesse de la fertilité, demande au dieu Enki de ramener Ishtar de l'antre de la terre pour rétablir l'ordre de la création.